# 管纪文
管纪文（1934年—），男，江西广丰人，中国计算机科学家，曾任吉林大学计算机科学系主任、教授、博士生导师。